# Кантоне Лоза (Алесандрија)
Кантоне Лоза је насеље у Италији у округу Алесандрија, региону Пијемонт.
Према процени из 2011. у насељу је живело 34 становника. Насеље се налази на надморској висини од 117 м.